# Scolecoseps
Scolecoseps — рід сцинкоподібних ящірок родини сцинкових (Scincidae). Представники цього роду мешкають в Танзанії і Мозамбіку.

## Види
Рід Scolecoseps нараховує 4 види:
- Scolecoseps acontias (F. Werner, 1913)
- Scolecoseps boulengeri Loveridge, 1920
- Scolecoseps broadleyi L. Verburgt, U. Verburgt & Branch, 2018
- Scolecoseps litipoensis Broadley, 1995

## Етимологія
Наукова назва роду Scolecoseps походить від сполучення слів дав.-гр. σκελος — нога і σηψ — ящірка.